# Jiří Kalferst
Jiří Kalferst (25. února 1956 Hořice – 14. dubna 2013) byl východočeský archeolog, historik a vysokošloský pedagog. Věnoval se také archeologické památkové péči a tvorbě archeologických databází při přechodu na digitalizované zdroje.

## Biografie
Jiří Kalferst vystudoval Filozofickou fakultu Univerzity Karlovy v Praze, tématem jeho diplomové práce byla Neolitická broušená industrie mezi Labem a Cidlinou. Zpracoval v ní například část tzv. školní sbírky Češov, jejíž nejcennější nálezy byly z mladší doby kamenné. Jednalo se o soubor broušených kamenných nástrojů. Jiří Kalferst je očísloval a udělal jejich soupis, díky tomu jsou známy přesněji lokality jejich nálezu, data nálezu a také dárci předmětů.
Pak začal pracovat jako archeolog v Polabském muzeu v Poděbradech. V roce 1981 se pracovně přesunul do Hradce Králové do Krajského muzea východních Čech na místo archeologa. V letech 1985-1987 odborně vedl velký výzkum polykulturních areálů před výstavbou zásobníku pohonných hmot v Cerekvici nad Bystřicí. Následoval výzkum v pískovně v Obědovicích u Hradce Králové v letech 1995-2000. Tam poté proběhly záchranné výzkumy na nichže se podílelo archeologické centrum Univerzity Hradec Králové pod vedením Radka Tichého, s nímž se Jiří Kalferst přátelil. První z těchto letních univerzitních výzkumů v roce 2004 spoluorganizoval Vladimír Wolf. Podílel se také na povrchovém výzkumu na Chrudimsku na tzv. Mikulecké planině, zejména v Třebosicích a Tuněchodech.
Úzce spolupracoval s pardubickým pracovištěm Památkového ústavu v rámci zmapování hradiště Valy u Češova.
Kromě archeologických výzkumů a jejich zpracování se koncentroval na vytvoření literárních rejstříků a zejména datových zdrojů pro region východních Čech v době nastupující digitalizace po roce 2000. Autorsky se podílel a také zastřešil vytvoření odborné databáze nálezů (přes 60 000 záznamů), kam byly převedeny veškeré známé nálezy v regionu z písemné kartotékové podoby, i s kritickým tříděním a zhodnocením veškerých zápisů o nálezech.
V rámci archeologické památkové péče provedl výzkumy a zpracoval je u dlouhodobě exponovaných staveb či objektů, například při stavbě dálnice D11, vytvářel materiály do GIS Archeologická naleziště Pardubického kraje.
V královéhradeckém muzeu vedl kroužek zájemců o archeologii, z jehož členů vyrostla řada profesionálních i amatérských archeologů.

## Výuka a další odborná činnost
- Jiří Kalferst externě vyučoval na Univerzitě Hradec Králové.
- Byl členem hodnotitelské komise celostátní přehlídky SOČ v oboru historických věd.[7]
- Byl také jedním z editorů a stálých přispěvatelů Zpravodaje archeologického oddělení Muzea Východních Čech v Hradci Králové.[8]